# 월산대군
월산대군 이정(月山大君 李婷, 1455년 1월 14일(음력 1454년 12월 18일) ~ 1489년 1월 31일(음력 1488년 12월 21일))은 조선 전기의 왕족, 시인이다. 추존 왕 덕종의 장남이자 적장남으로 어머니는 소혜왕후이다. 이름은 정(婷), 자(字)는 자미(子美), 호(號)는 풍월정(風月亭), 시호(諡號)는 효문(孝文).
덕종에 추존된 의경세자의 장남이었으나 월산군에 책봉되었다가 아버지 사후, 1470년 대군으로 진봉되었다. 아버지 의경세자가 1470년 의경왕에 추존되고 1475년 회간대왕에 추존되고 덕종의 묘호를 받았지만, 그는 세자에 추존되지 못했다. 그는 자신의 고향인 북촌에다 별장을 지어놓고 그 곳에서 시를 짓고 책을 읽으며 자연 속에 묻혀 일생을 보냈다.
친조카인 중종의 계비 장경왕후 윤씨의 친정아버지 윤여필은 그의 처제의 남편으로 동서간이 되는데, 다시 윤여필의 딸 중 1명이 그의 서자 덕풍군 이이와 결혼하여 이중 겹사돈이 되었다.

## 생애
세조 유의 장손으로, 덕종에 추존된 의경세자 이장의 맏아들로 성종의 친형이며, 세조의 첫손주이자 장손이다. 어릴 때에는 할아버지인 세조의 사랑을 받으며 자랐으며 문장에도 뛰어나 명나라에까지 그의 시가 알려졌다. 1457년 아버지 의경세자가 갑자기 사망하였으나 조부 세조에 의해 궁중에서 양육되었다.
1460년(세조 6) 정의 대부(正義大夫) 월산군(月山君)에 임명되고, 1462년 중의대부가 되었으며 1465년 흥록대부, 1466년 8월 19일 병조참판 박중선의 딸과 혼례를 올렸다. 영순군 이부(永順君 李溥)의 집에서 친영(親迎)하였고, 부인 박씨는 상원군 부인(祥原郡夫人)에 봉작되었다가 뒤에 승평부부인으로 개봉되었다. 예종 즉위 후 1468년(예종 원년) 10월 8일 현록대부(顯祿大夫)에 가자되었다. 그해 11월 예종이 갑자기 죽자 어려서부터 병에 걸렸다는 이유로 배제당하고 그의 동생 자을산군이 성종으로 즉위하였다. 한때 한성을 떠나 전라도 깊은 산 속 절에 들어가 숨어지내있기도 했다 한다.
1473년 되돌아왔다. 그는 자신의 집 뒤쪽에 풍월정을 지었고, 경기도 고양군의 북촌에다 별장을 지어놓고 그 곳에서 시를 짓고 책을 읽으며 자연 속에 묻혀 일생을 보냈다. 예종의 사후 장손인 자신 대신 동생인 자을산군이 왕위를 계승했으나 불만을 나타내지 않았다.
추강(秋江)에 밤이 드니 물결이 차노매라
낚시 드리우니 고기 아니 무노매라.
무심한 달빛만 싣고 빈배 돌아오노매라.

그러나 그가 불평불만을 나타낼 것을 내다본 정희왕후의 지시로 그는 반발 무마용으로 특별히 순성명량경제좌리공신(純誠明亮經濟佐理功臣)에 책록된다. 성종실록의 그의 졸기에 의하면 그후 한때 문소전 제조(提調)직과 종부시 제조직에 임명되었지만 모두 사양하고 취임하지 않았다 한다.
1476년 조선에 사신으로 온 명나라 호부시랑 기순(祁順)에게 시를 지어주었다. 1483년 봄 정희왕후와 인수대비, 인혜왕대비가 함께 온양온천에 행차할 때 호종하여 다녀왔으며, 이때 전주에 있는 태조의 영정에 참배하였다.
그의 시 중 일부는 《국조시산》(國朝詩刪), 《동문선》(東文選), 《여지승람》(輿地勝覽), 《대동시림》(大東詩林) 등에 백여 편의 시가 실려 있다 한다. 그의 시들 중 일부는 명나라에도 소개되어 중국의 《전우산열조시집》(錢虞山列朝詩集)에도 일부 수록되었다. 1488년 10월부터 11월 어머니 인수대비의 병간호를 하다가 과로로 11월부터 2개월간 병석에 누웠다가 1489년 1월 22일 과로사하였다.

### 사후
바로 시호가 내려졌는데, 봉상시에서 그의 시호를 공간(恭簡)으로 정했다가, 그뒤 성종이 특별히 시호를 효문(孝文)으로 개정하였다.
사후 경기도 고양군 원당면 신원1리(현, 고양시 덕양구 신원동) 427번지, 능골마을 부락 견달산(見達山) 정좌(丁坐)에 안장되었다. 부인 승평부대부인의 묘는 그의 묘 뒤편에 있다. 그의 묘소는 원당에서 의정부 방향 길 오른쪽에 위치한다. 그의 묘소 뒤편에는 증손 양원도정 이혜의 아들 현손 이호인과 그의 두 부인 해평윤씨, 성주이씨 내외의 묘가 있고, 그의 묘소에서 임좌 방향으로 서자 덕풍군 이이 내외의 묘가 있다. 또한 그 근처에는 그의 첩 원주김씨의 묘도 있다. 월산대군의 신도비는 1498년(연산군 4년) 연산군의 명으로 임사홍이 비문을 썼다.
근처에는 월산대군의 사당인 석광사(錫光祠)가 있다. 그의 묘소 및 신도비와 사당 석광사는 원당에서 의정부 방향으로 가는 길이 중간에 있어서 나뉘어 있다. 월산대군의 사당 뒤쪽으로는 손자 파림군 이주 내외, 증손자 이성, 양원도정 이혜와 죽산박씨의 묘 등이 있다. 사당 입구의 도로의 또다른 건너편에는 전성부정 이리와 신부인 고령신씨 내외의 묘소 등이 있다.
그의 매장지(葬地) 근방에 있던 옛 무덤을 모두 파내게 하여 그 평평하게 만드는 것이 4백 보가 되어 1489년(성종 20) 2월 15일 사헌부지평 유경(劉璟)이 이를 논핵하기도 했다.
그의 호(號)를 딴 그의 시문집 풍월정집(風月亭集)은 사후에 성종에 의해 간행되었으며, 명나라에도 소개되었다.
사후 그의 묘는 수난을 당하였다. 연산군은 그의 부인 승평부대부인 박씨와 함께 자다가 꿈에 그를 보고는 밉게 여겨 내관으로 하여금 긴 쇠기둥을 만들어 그의 묘 광중(壙中)에 꽂게 하였는데 우레와 같은 소리가 들렸다고 실록에 기록되어 있다.
경기도 고양시 덕양구 신원동에 사당 석광사(錫光祠)가 있으며, 전주 이씨 월산대군파에서 사당을 관리하고 있다.

## 저서
- 《풍월정집》

## 가족관계
왕가 전주 이씨(全州 李氏)
- 조부 : 제7대 세조대왕(世祖大王, 1417~1468, 재위 1455~1468)
- 조모 : 정희왕후 파평 윤씨(貞熹王后 坡平 尹氏, 1418~1483)
  - 아버지 : 덕종대왕(德宗大王, 1438~1457)
  - 숙부 : 제8대 예종대왕(睿宗大王, 1450~1469, 재위 1468~1469)
  - 숙모 : 장순왕후 청주 한씨(章順王后 淸州 韓氏, 1445~1461)
    - 사촌동생 : 인성대군(仁城大君, 1461~1463)

  - 숙모 : 안순왕후 청주 한씨(安順王后 淸州 韓氏, 1445~1498)
    - 사촌동생 : 현숙공주(顯肅公主, 1464~1502)
    - 사촌동생 : 제안대군(齊安大君, 1466~1525)
    - 사촌동생 : 혜순공주(惠順公主, 1468~1469)
- 외조부 : 좌의정 영경연사 서원부원군 양절공 한확(左議政 領經筵事 西原府院君 襄節公 韓確, 1400~1456)
- 외조모 : 남양부부인 남양 홍씨(南陽府夫人 南陽 洪氏, 생몰년 미상)
  - 어머니 : 소혜왕후 청주 한씨(昭惠王后 淸州 韓氏, 1437~1504)
    - 여동생 : 명숙공주(明淑公主, 1455~1482)
    - 동생 : 제9대 성종대왕(成宗大王, 1457~1494, 재위 1469~1495)
      - 조카 : 제10대 연산군(燕山君, 1476~1506, 재위 1494~1506)
      - 조카 : 제11대 중종대왕(中宗大王, 1488~1544, 재위 1506~1544)

 월산대군 (月山大君,1454~1488)
정실부인1명, 측실1명, : 자녀1명
- 정실 : 승평부대부인 순천 박씨(昇平府大夫人 順天 朴氏, 1455년 - 1506년 7월 20일)
- 측실 : 부부인 원주 김씨(府夫人 原州 金氏, 생몰년 미상)(2남 중에 1남은 조졸한 듯하다.[출처 필요])
  - 서자 : 덕풍군 이이(德豊君 李恞, 1485년 8월 ~ 1506년 3월 26일)
  - 며느리 : 파평현부인 파평 윤씨(坡平縣夫人 坡平 尹氏, 생년 미상[2]~1536년 1월 16일)
    - 손자 : 파림군 이주(坡林君 李珘, 1500~1541)
    - 손자 : 계림군 이유(桂林君 李瑠, 미상~1545)[3]
    - 손자 : 전성부정 이리(全城副正 李璃, 생몰년 미상)

- 장인 : 박중선(朴仲善)
- 장모 : 양천 허씨, 허곤의 딸
  - 처남 : 박원종(朴元宗, 1467년 ~ 1510년)
  - 처제 : 순천부부인 박씨
  - 동서이자 사돈 : 윤여필, 그의 서자 덕풍군 이이가 윤여필의 딸 파평현부인 윤씨와 혼인
    - 처조카이자 조카며느리 : 장경왕후

## 관련 문화재
- 월산대군 이정 태실 - 서울특별시 서초구 우면동 291-1 (서울특별시 기념물 제30호)
- 월산대군사당 - 경기도 고양시 덕양구 신원동 427 (경기도 문화재자료 제79호)
- 월산대군 묘 및 신도비 - 경기도 고양시 덕양구 신원동 산16-35 (고양시 향토유적 제1호)

## 관련 작품

### TV 드라마
- 《한명회》 (KBS, 1994년 배우:임호)
- 《장녹수》 (KBS, 1995년 배우:신귀식)
- 《왕과 비》 (KBS, 1998년~2000년 배우:송호섭, 이인)
- 《인수대비》 (JTBC, 2011년~2012년 배우:장희웅, 안현준, 위헌태, 이지오)

## 기타
그의 장남인 덕풍군은 22살의 나이로 요절했고, 덕풍군의 장자인 파림군마저 젊어서 요절하였다. 셋째 아들인 전성도정은 을사사화 때에 죽게 된다. 덕풍군의 차남인 계림군은 후손이 없어 성종의 서자인 계성군의 양자로 들어갔다가 을사사화 때 역모로 물려 죽는다. 월산대군파의 후손은 파림군의 아들 양천도정과 양원도정, 그리고 전성도정의 다른 후손을 통해 이어지게 된다.